# (12214) Miroshnikov
(12214) Miroshnikov (1981 RF2) – planetoida z pasa głównego asteroid okrążająca Słońce w ciągu 5,76 lat w średniej odległości 3,21 j.a. Odkryta 7 września 1981 roku.